# Dulce (énekesnő)
Dulce, születési neve Bertha Elisa Noeggeratt Cárdenas (Heroica Matamoros, Tamaulipas, 1955. július 29. – Mexikóváros, 2024. december 25.) mexikói énekesnő és színésznő. 18 nagylemeze és 14 válogatáslemeze jelent meg. Több mint 400 dalt énekelt fel. Egyike a legnevesebb mexikói énekesnőknek. Az 1980-as évek mexikói zenei élet egyik legkimagaslóbb női előadója.

## Korai évek
Heroica Matamorosban született és nőtt fel. Pszichológiát tanult, de hamar az éneklés és a színészet mellett döntött. Karrierjét 1974-ben kezdte, akkor még együttesének, a Toby y sus amigosnak énekesnőjeként. José José fedezte fel Dulce tökéletes hangi adottságait. Kivált az együttesből, és szólóelőadóként kezdett énekelni. 1976. május 6-án Señor Amor című dalát adta elő a Palma de Mallorca spanyolországi fesztiválon. A dal sikeres lett, ezután Dulce kiadta elő lemezét, La Voz Con Alma címet kapta. Több slágere vált legendássá hazájában, köztük a Tu muñeca, az Amor en silencio, a Lobo, a Déjame volver contigo és az Heridas.

## 1980-as évek
Az 1980-as években meghatározó előadója volt a zenei életnek, bár a fiatalok körében kevésbé volt népszerű. Amikor Mexikót is megérintette a diszkóláz (noha Mexikóban a diszkó zene később nem vált népszerűvé) Dulce Tu muñeca (magyarul, "Te angyal") című dala újra visszahozta a köztudatba, sőt talán ekkor vált országszerte ismertté. Amilyen hamar jött, olyan hamar ment és a diszkó korszaknak egy-két éven belül leáldozott Mexikóban. A fiatalok rockzenét hallgattak, a felnőtt lakosság pedig régi klasszikusokat. Dulce imázsába beillett a klasszikus mexikói zene, és a klasszikus, egyszerű, letisztult női vonalak, így megválva "diszkó-frizurájától" egy teljesen új stílusban kezdett énekelni. Szerelmes balladákat énekelt, erős, összetéveszthetetlen hangján pedig mára legendássá vált dalok születtek.

## Dulce a XXI. században
Dulce a XXI. században sem volt az "elfelejtett díva". Mexikói tehetségkutatókon sorra csendülnek fel legismertebb dalai, és a rádiók is mind a mai napig játsszák pár slágerét.
Zenéje nem hagyta hidegen a XXI. századi előadókat sem. Jenni Rivera Dulce több dalát is feldolgozta, "Dejame Volver, Contigo" című dalát pedig sok fiatal mexikói énekesnő adta már elő saját lemezeiken.
Mexikói sikerei, és milliós eladott lemezei ellenére Dulce soha nem vált világszerte ismertté. Amerikában csak egy-két dalát ismerik, még hazánkban egyet sem. 2006-ban kiadott lemeze nagyon sikeres lett országában, ám azóta nem adott ki lemezt.
2012-ben "Amor de leyenda" címmel felénekelte a Júdás asszonya c. mexikói remake sorozat főcímdalát, ami szintén hatalmas siker lett. Rajongói és a közönség sem érti sikerei ellenére miért nem adott ki lemezt sok év után sem.
A színészetet sem hanyagolta el, számos mexikói telenovellában szerepelt hatalmas sikerrel. A legutóbbiban egy énekesnőt alakít. Számos műsornak volt háziasszonya. Ma már inkább csak válogatáslemezeket ad ki.

## Politikai karrier
Dulce a XXI. században a zene és a színészet mellett politikával is foglalkozik, tervei közt szerepel az is, hogy politikai karriert is épít, a művészetek mellett. Nem ő az egyetlen mexikói énekes-színésznő aki később a politika felé fordult: Alicia Villareal, mexikói énekes-színésznő szintén politikai karriert épített, sikerrel. Angélica Rivera mexikói színésznő (akit a hazai közönség az Angela c. teleregényből ismerhet) Mexikó jelenlegi First Ladyje és aktívan részt vesz a politikai életben. Paquita la del Barrio, mexikói ranchera énekesnő, színésznő (szerepelt a María Mercedes c. telenovellában) pedig szintén politikai karriert akart építeni, de egy alkalommal amikor azt mondta "inkább legyen minden gyermek hajléktalan, mint homoszexuális férfiak neveljék őket", a közönség és a rajongó tábora nagy része is elfordult tőle, és a mexikói parlament is bezárta előtte kapuit.

## Magánélete
Két húga van. Férjezett, lánya Romina Mírcoli modell, aki az 1980-as években született. Magánéletét gondosan elrejti a média elől, férjének sem nevét, sem munkáját nem tudni.
2006-os "Jamás" című dalának videóklipjében a homoszexuálisok és a hátrányos helyzetű emberek jogaiért énekelt, melyet később politikával kapcsolatos beszédében is elmondott. Támogatja a melegek házasságát is, de ezt a nagyon vallásos mexikói politikusok valószínűleg sosem fogják megszavazni. Vállaltan antirasszista, és az LMBT-jogokért harcol.

## GranDiosas
Dulce, több pályatársával együtt koncertsorozatot indított Mexikóban és az Egyesült Államokban GranDiosas néven. Fellépők között volt többek között María Conchita Alonso és Rocio Banquells is. A koncertekből készült egy CD és egy DVD is melyeket 2015-ben adtak ki, osztatlan sikerrel. 2018-ban kiadták a koncertlemez folytatását, amely az előzővel ellentétben már csak mérsékelt sikert aratott, amelynek oka az lehetett, hogy mindössze három Dulce dal található rajta.
Dulce 2017. június 23-án bejelentette, hogy 1999 óta először, újra neki írt dallal készült a rajongóinak. A dalt 2017. július 7-én adták ki, címe "Por Orgullo Te Perdí". A dal ötvözte a mexikói ranchera és a ballada stílusokat, a kritikusok pozitívan beszéltek a dalról.
Az énekesnő 2017-ben bejelentette azt is, hogy SOLA TOUR címen elindítja saját, szóló koncert sorozatát is. Az első ilyen koncertre 45 perc alatt eladták mind a 15 ezer jegyet.

## Diszkográfia
La voz con alma (1976)
1. Platícame
2. Esos días
3. El amor es un vagabundo
4. Ven que te quiero
5. Vicio
6. Nunca supe mas de tí
7. Recuérdame
8. Porque llegaste tú
9. Todo el amor
10. Alfonsina y el mar
11. Amor, amor, amor

Dulce első lemeze, melynek pár dala a másodikon is megtalálható.
Aquella edad (1977)
1. Fuimos
2. El amor es un vagabundo
3. Vicio
4. ¿Dónde estás querido mío?
5. Alfonsina y el mar
6. Viviendo de un sueño
7. Ven perdóname
8. Nunca supe más de ti
9. 30 de febrero
10. Aquella edad

Triunfadora de Mallorca (1978)
1. Señor amor
2. Es amor
3. Yo fuí un gorrión
4. Triste melodía
5. Delirio
6. Soñamos lo mismo
7. Ya no me quieres
8. Tormento
9. Amigos y amantes
10. La puerta

Dulce (1979)
1. Mi corazón es para tí
2. Esta noche no quiero estar sola
3. A la noche
4. Tiempo tempestuoso
5. Muñeca rota
6. Corazón latino
7. No puedo decir no
8. Si es para siempre
9. Viva el amor
10. Días de oro

A Muñeca Rota című dalt Marilyn Monroe emlékére írták. A dal címe magyarul: „Összetört baba”.
Heridas (1983)
1. Heridas
2. Por ti
3. Cuál de los dos
4. Cara a cara
5. Tu de repente tu
6. Dejame volver contigo
7. Échame la culpa a mí
8. Mi cassette de amor
9. De seguir así
10. Sola

A Heridas a 37. a 100 legjobb spanyol dal listáján.[forrás?]
Tu muñeca (1984)
1. Hielo
2. Tu muñeca
3. Fui demasiado fácil
4. Pájaro herido
5. Estás aburrido de mí
6. Úsame
7. Sinceridad
8. Necesidad de tí
9. La guerra del amor
10. Para mí sí vale

Lobo (1985)
1. No te hagas tonto
2. Lobo
3. Estamos a mano
4. Soy una dama
5. Ese cruel amor
6. Con tu propia moneda
7. Para no morir de amor
8. Qué traidor
9. Ni me amas ni me dejas
10. Vencida

Dulce, lo mejor, la cantante (1986)
A lemez csupán két dalt tartalmaz: a La Cantante és az Amor en silencio címűeket. Egy későbbi bővített kiadás tartalmazott egy harmadik dalt is, az Esta noche no quiero estar solát.
Salvaje (1987)
1. Salvaje
2. Amor caliente
3. Me muero igual
4. Tentación
5. No hace falta que lo digas
6. Como un pez
7. Siempre sola
8. Mala costumbre de amar
9. Voy a culparte
10. No dejes que se apague la luz

Invitación al amor (1988)
1. Usted
2. Poquita fe
3. Cuando ya no me quieras
4. Sin tí
5. Si nos dejan (duett Fernando Ibarrával)
6. Peleas
7. Amorcito corazón
8. Una aventura más
9. Nunca
10. La gloria eres tú

Castillos de cristal (1989)
1. Aún lo amo
2. Castillos de cristal
3. Dolor con dolor
4. Me gusta
5. Amamos tanto
6. Amor en silencio
7. Ese hombre es mío
8. Sin alma
9. Mejor te vas
10. Que va, que va
11. Señor amor

A lemez fő dalát, az Aún lo amót Álvaro Torres írta.
Ay, amor… (1990)
1. Quién nunca amó
2. Franqueza (duett Fernando Ibarrával)
3. Cómo te diré
4. La barca
5. No da más
6. Tres vidas
7. Voy a apagar la luz
8. Algo contigo
9. Seguiré mi viaje
10. Ama

Cosas prohibidas (1991)
1. Como si fuera loca
2. Despedida
3. Jugador
4. Cerrar el telón
5. Dentro
6. No quiero ser más tu amiga
7. Tan solo un amor
8. Cosas prohibidas
9. No me digas
10. Ayúdame

Testigo de una noche (1993)
1. Ay amor
2. No te dije
3. Duele (amor de mi vida)
4. Amor tranquilo
5. Tu fantasma
6. Música y lágrimas
7. Mensajes de amor
8. Te queda grande
9. Agua y arena
10. Déjame vivir

Dulce con Chamín Correa (1998)
1. Y háblame
2. Duele
3. De cualquier modo
4. Me vuelves loca
5. Mala memoria
6. Luna llena
7. En mi soledad
8. Sería sentirte
9. Llorar por dentro
10. Regálame esta noche
11. De nuevo sola
12. Nunca más

Me gusta a morir (2004)
1. Pájaro herido
2. Hielo
3. Échame la culpa a mí
4. Déjame volver contigo
5. Juramentos
6. Fuí demasiado fácil
7. Cara a cara
8. Deseperadamente
9. Heridas
10. Aún lo amo
11. Porque me gusta a morir

Colección de oro (2004)
1. Usted
2. Amorcito corazón
3. Una aventura más
4. Amor en silencio
5. Hielo
6. Tu muñeca
7. Poquita fe
8. Peleas
9. Heridas
10. Déjame volver contigo
11. Lobo
12. Fuí demasiado fácil
13. Salvaje
14. Amor caliente
15. No hace falta que lo digas
16. Échame la culpa a mi
17. Sinceridad
18. Úsame
19. Si nos dejan (duett Fernando Ibarrával)
20. La gloria eres tú

Homenaje a Camilo Sesto (2006)
1. Triste final
2. Si tú te vas
3. Perdóname
4. Todo por nada
5. Jamás
6. El amor de mi vida
7. Quererte a tí
8. Has nacido libre
9. Háblame
10. ¿Amor mío que me has hecho?
11. Vivir así es morir de amor

A lemez Camilo Sesto legnagyobb slágereit tartalmazza Dulce előadásában.
2015-ben megjelent GranDiosas – En Vivo c. lemeze, amelyen pályatársaival közösen, és ő maga szólóban is énekli régi klasszikusait. Két évvel később kiadta az új évezredben első kislemezét is a Por Orgullo Te Perdí-t.
2018-ban megjelent GranDiosas – En Vivo Vol.2 c. lemeze, amelyen az előzőhöz hasonlóan pályatársaival közösen énekel, de ez már nem aratott akkora sikert, mint az előző koncertlemez, amely betudható annak, hogy Dulce egy szóló és két duettdalt énekel rajta. Rajongói várták, hogy még 2018-ban bejelenti sokat emlegetett új nagylemezét (2006-ban adott ki utoljára saját szólólemezt, de azon is feldolgozásokat énekelt, a legutolsó lemez amelyen saját dalokat énekelt 1993-ban volt a Testigo de una noche lemezen) hisz 1993 óta nem énekelt saját dalokat a Por Orgullo Te Perdí pedig nagyon sikeres kislemez volt, ám az énekesnő nem jelentett be új nagylemezt.
2020-ban kiadta Te Voy a Dar lo que Tú Quieres című dalát és videóklipjét, de csak a youtubera, eközben szinte minden régebbi lemezét kiadja a streaming szolgáltatásokra, köztük a legritkább lemezét az Aquella edadot is. 

### Főbb válogatáslemezek
- 1994 – 16 kilates musicales
- 1995 – Fo mejer
- 1997 – Lo mejor
- 1999 – Jug de extas
- 2000 – 20 exitos
- 2003 – Mi historia
- 2004 – Colección de oro
- 2005 – Apuesta musical
- 2006 – Grandes exitos (régi, legnagyobb slágerei újrahangszerelve, és újraénekelve. A lemez anyaga megegyezik a Me Gustas A Morir című lemezének hanganyagával, tulajdonképpen egy újrakiadásnak is tekinthető.)
- 2009 – La mas completa colección

## Filmográfia

### Sorozatszerepei
- La mujer de Judas (2012) – önmaga
- Quiéreme (2010) – Ximena Dorelli
- Muchachitas como tú (2007) – Esther
- Mundo de fieras (2006–2007) – Aurora
- A szerelem ösvényei (2002–2003) – Patricia Betanzos
- Hajrá skacok (2002–2003) – Regina
- Mujeres engañadas (1999–2000) – Monserrat
- Soñadoras – Szerelmes álmodozók (1998–1999) – Antonia
- Muñeca rota (1978) – Norma

### Műsorvezetőként és valóságshow-szereplőként
- Segunda oportunidad (2010) – zsűritag
- Los reyes de la canción
- Cantando por un sueño
- Siempre en Domingo